# محوطه سنگ دنگ
محوطه سنگ دنگ مربوط به سده‌های اولیه دوران‌های تاریخی پس از اسلام است و در شهرستان سیاهکل، بخش دیلمان، دهستان دیلمان، روستای نوروز محله واقع شده و این اثر در تاریخ ۲۷ اسفند ۱۳۸۶ با شمارهٔ ثبت ۲۲۵۲۰ به‌عنوان یکی از آثار ملی ایران به ثبت رسیده‌است.